# Fotometría de emisión de llama

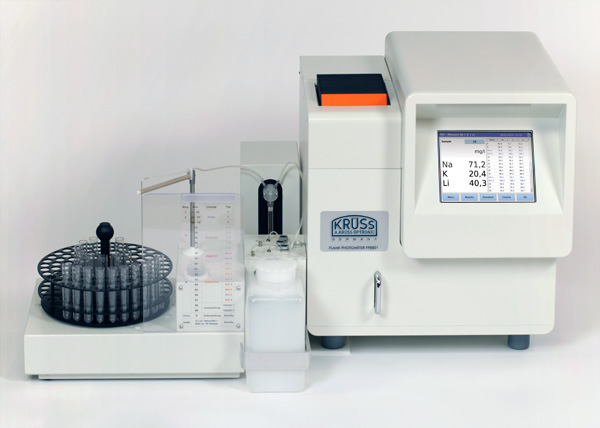
El fotómetro de llama FP8800 de A.KRÜSS Optronic para la determinación simultánea de hasta 4 concentraciones de elementos alcalinos y alcalinotérreos en muestras acuosas.

La fotometría emisión de llama se basa en que los átomos de numerosos elementos metálicos con suficiente energía, emiten dicha energía a λ particulares que son específicas de cada elemento.
La energía en la fotometría de emisión de llama se suministra en forma de calor o energía térmica (llama).
Una determinada cantidad o quantum de la energía térmica es absorbida por un electrón de una órbita. Ese electrón excitado pasa a una órbita de energía superior más inestable, volviendo casi inmediatamente a su estado basal y emitiendo ese quantum de energía en forma de un fotón de una λ dada.
En la llama sólo el 1% de los átomos presentes experimentan esa transmisión y emisión de energía, siendo sus máximos representantes los elementos Na y K.
Las llamas se clasifican en:
- Duras. Pequeña y caliente. Ej. soplete de acetileno
- Blandas. Más ancha y alcanza menos temperatura. Ej. mechero Bunsen

Color de la llama según el elemento emisor:
| - Ba {\displaystyle \longrightarrow } verde claro - Ca {\displaystyle \longrightarrow } rojo - anaranjado - Cu {\displaystyle \longrightarrow } azul verde - intenso - Cr {\displaystyle \longrightarrow } amarillo | - Cs {\displaystyle \longrightarrow } rojo claro - In {\displaystyle \longrightarrow } violeta rosado - K {\displaystyle \longrightarrow } violeta - Li {\displaystyle \longrightarrow }rojo intenso | - Na {\displaystyle \longrightarrow } amarillo - Pb {\displaystyle \longrightarrow }azul gris claro - Sr {\displaystyle \longrightarrow } rojo |

## Usos de la Fotometría de Llama
La fotometría de emisión de llama tiene varias aplicaciones, ya que se puede utilizar tanto para el análisis cuantitativo como para el cualitativo de elementos químicos.
En líneas generales se puede trabajar con la fotometría de llama para conocer la composición del suelo y determinar los metales alcalinos y alcalinotérreos presentes, también se pueden analizar las concentraciones de elementos en bebidas como jugos o bebidas alcohólicas.
No obstante, a continuación se presentan áreas donde la espectrometría de llama es común y muy útil: Industria azucarera; Industria Vinícola; Industria Nuclear; Aplicación Industrial.